# Saïd Chiba
Saïd Chiba (Rabat, Marruecos, 28 de septiembre de 1970) es un ex-futbolista marroquí, que se desempeñó como mediocampista y que militó en diversos clubes de Marruecos, Catar, Arabia Saudita, Emiratos Árabes Unidos, España y Francia.

## Clubes
| Club          | País                   | Año         |
| ------------- | ---------------------- | ----------- |
| FUS Rabat     | Marruecos              | 1988 - 1995 |
| Al-Hilal      | Arabia Saudita         | 1995 - 1996 |
| Compostela    | España                 | 1996 - 1999 |
| Nancy         | Francia                | 1999 - 2000 |
| Motherwell    | Escocia                | 2001        |
| Aris Salónica | Grecia                 | 2001 - 2003 |
| Catar SC      | Catar                  | 2003 - 2004 |
| Sharjah FC    | Emiratos Árabes Unidos | 2004 - 2005 |
| FUS Rabat     | Marruecos              | 2005 - 2006 |
| Sharjah FC    | Emiratos Árabes Unidos | 2006 - 2007 |

## Selección nacional
Ha sido internacional con la Selección de fútbol de Marruecos; donde jugó 40 partidos internacionales y ha anotado 5 goles por dicho seleccionado. Incluso participó con su selección, en 1 Copa Mundial. La única Copa del Mundo en que Chiba participó, fue en la edición de Francia 1998, donde su selección quedó eliminado en la primera fase.